# Fernmeldeturm Bremen (1961)
Der ehemalige Fernmeldeturm Bremen ist ein 117 Meter hohes Bauwerk. Er setzt sich zusammen aus einem Unterbau – massiv, backsteinverkleidet, zehngeschossig, mit annähernd quadratischem Grundriss und überstehender Doppeldachkante, die Fassade von einigen zumeist vertikal ausgerichteten Fensterreihen unterbrochen – und einem darauf montierten Antennenkopf.
Der Turm steht an der Ecke Ölmühlenstraße/Corssengang, mit Zugang über die Neuenstraße, und damit im Bremer Faulenquartier im Stephaniviertel im Ortsteil Altstadt im Stadtteil Mitte, knapp 730 Meter nordwestlich des Marktplatzes.

## Geschichte
1959 wurde mit dem Bau des Turms in Stahlbetonkonstruktion begonnen, 1961 wurde er in Betrieb genommen. Er war mit 122,20 Metern das damals mit Abstand höchste Gebäude der Stadt und gehörte zum Zuständigkeitsbereich des Fernmeldeamts 1. Mehr als zwei Jahrzehnte wurden über ihn das ZDF und das dritte Fernsehprogramm von NDR/RB/SFB sowie diverse andere Funkdienste für die Region ausgestrahlt.
Die rasche Weiterentwicklung der Kommunikationstechniken erforderte jedoch die stete Installation zusätzlicher und leistungsfähigerer Sende- und Empfangsantennen am Turm, um immer hochwertige Verbindungen gewährleisten zu können. Anfang der 1980er Jahre war es schließlich weder aus räumlicher noch aus statischer Sicht vertretbar, ergänzende Antennen zu montieren. Darüber hinaus fürchtete man, dass die zunehmend hohen Neubauten der Umgebung den Empfang der Richtfunkstrahlen beeinträchtigen könnten. Ab 1982 ließ die Deutsche Bundespost daher im benachbarten Stadtteil Walle einen größeren und höheren Fernmeldeturm errichten, der nach seiner Fertigstellung 1986 nahezu alle Aufgaben seines Vorgängers übernahm.
Im Laufe der Jahre folgten teilweise umfangreiche Umbauten am Turm in der Altstadt, die dessen äußeres Erscheinungsbild verschlankten. Mittlerweile ist die ehemalige Eigentümerin Deutsche Telekom nur noch Mieterin der Räumlichkeiten. Der damalige Senatsbaudirektor Franz-Josef Höing beschrieb die seinerzeitige Bedeutung des Turmes im Oktober 2011 mit folgenden Worten:

„An den Masten oben am Turm ist zwar nur noch ein bisschen Mobilfunk, sonst aber gibt es an dem Standort noch jede Menge Technik. Das ist der wichtigste Punkt für das Fernmeldenetz in Bremen.“